# جوردن إيفانز (ملحن)
جوردن إيفانز هو ملحن ومنتج اسطوانات كندي، ولد في 22 يناير 1991 في تورونتو في كندا.

## وصلات خارجية
- جوردن إيفانز على موقع IMDb (الإنجليزية)
- جوردن إيفانز على موقع ميوزك برينز (الإنجليزية)
- جوردن إيفانز على موقع أول ميوزيك (الإنجليزية)
- جوردن إيفانز على موقع ديسكوغز (الإنجليزية)